# Sweet Memories
Sweet Memories è un cortometraggio muto del 1911 diretto da Thomas H. Ince e interpretato da Mary Pickford, King Baggot, Owen Moore, William E. Shay, Jack Pickford, Lottie Pickford.

## Trama
Una signora anziana ritorna con la memoria a tutti i momenti che ha vissuto nella sua vita, specialmente a quelli che l'hanno legata al marito. Ora, rimasta sola, pensa ancora al futuro, che vede rispecchiarsi nella sua discendenza.

## Produzione
Il film fu prodotto dall'Independent Moving Pictures Co. of America (IMP) e venne girato a Cuba.

## Distribuzione
Il film - un cortometraggio in una bobina - uscì nelle sale statunitensi il 27 marzo 1911, distribuito dalla Motion Picture Distributors and Sales Company. Nel 1914, uscì nuovamente, distribuito con il titolo Sweetheart Days, in una riedizione dell'Universal Film Manufacturing Company, società in cui era confluita l'IMP di Ince.
Nel 2004, il film è stato pubblicato dalla Grapevine Video in DVD.
Copie del film sono conservate alla Library of Congress (American Film Institute / McPherson collection); all'American Film Institute (American Film Institute / Vick-Roy collection) e in collezioni private.

### Data di uscita
IMDb e Silent Era DVD
- USA	27 marzo 1911
- USA	14 settembre 1914	 (riedizione)
- USA   2004   DVD

Alias
- Sweetheart Days	USA (titolo riedizione)
- Sweet Memories of Yesterday  USA